# Diceratobasis
Diceratobasis – rodzaj ważek z rodziny łątkowatych (Coenagrionidae).
Do rodzaju należą następujące gatunki:
- Diceratobasis macrogaster (Selys in Sagra, 1857)
- Diceratobasis melanogaster Garrison, 1986